# Lažany (kraj południowomorawski)
Lažany – miejscowość i gmina (obec) w Czechach, w kraju południowomorawskim, w powiecie Blansko. W 2022 roku liczyła 417 mieszkańców.